# Ave, Caesar, morituri te salutant

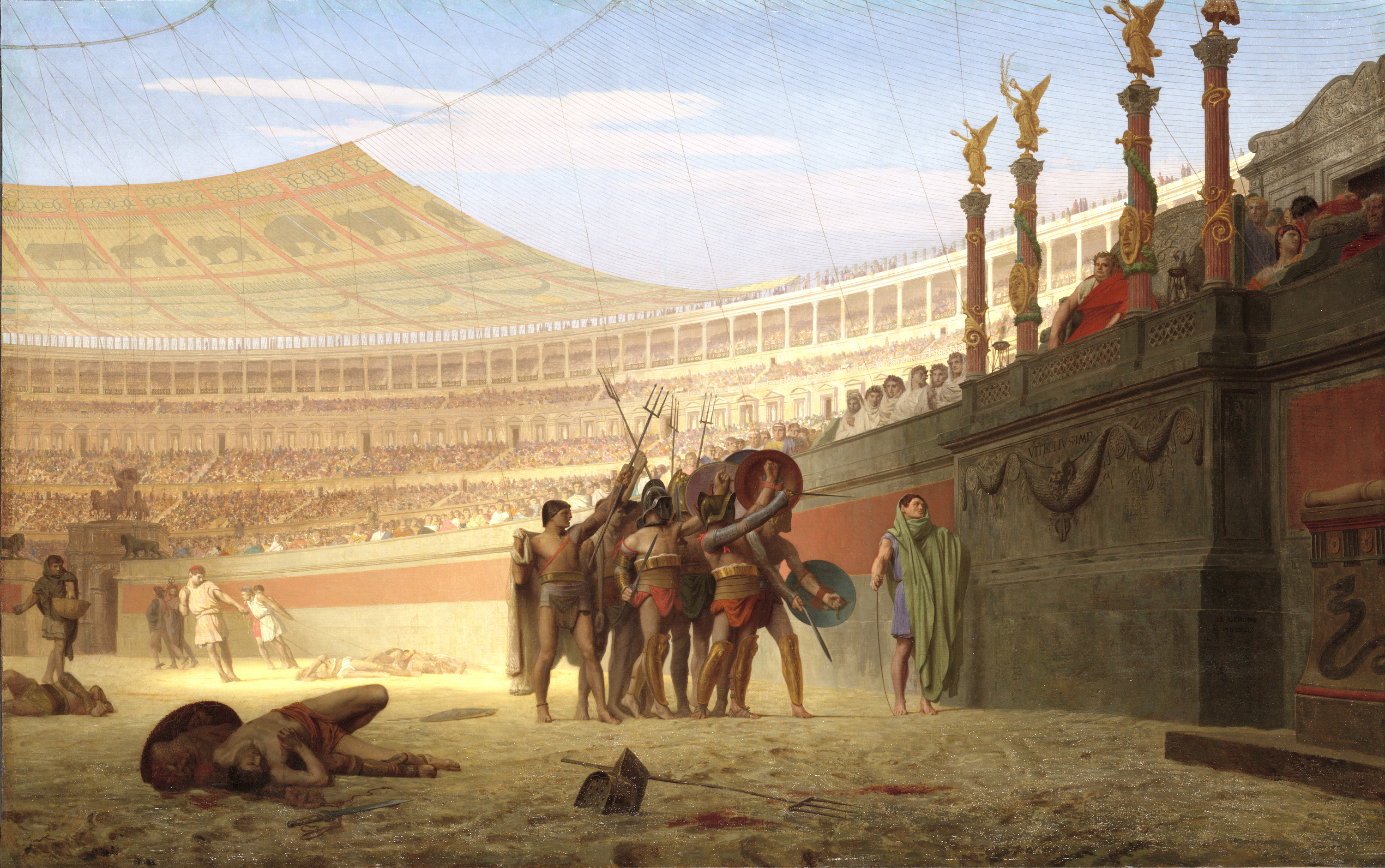
«Гладиаторы перед Вителлием» (Жан-Леон Жером, 1859)

Ave, Caesar, morituri te salutant (с лат. — «Славься, Цезарь, идущие на смерть приветствуют тебя») — латинское крылатое выражение, которым, согласно произведению римского историка Гая Светония Транквилла («Жизнь двенадцати цезарей», «Божественный Клавдий», 21), при императоре Клавдии приветствовали императора гладиаторы, отправляющиеся на арену.
Несмотря на свою популярность в наше время, эта фраза не записана ни в каком другом историческом документе Рима. Историки подвергают сомнению, использовалась ли она когда-либо, как обычное приветствие. Скорее всего, это был единичный случай использования выражения отчаявшимися пленниками и преступниками, обреченных на смерть, и отмечен римскими историками за необычное массовое помилование, обещанное Клавдием.

## Примеры
Николай неохотно поплёлся к директору: «Ave, Caesar, morituri te salutant!» — воскликнул он в дверях.
Подосинов А. В., Щавелева Н. И. Опыт практической латыни // Lingua Latina. Введение в латинский язык и античную культуру. — Прогресс. — М., 1994. — С. 178.
Вы кончили своё письмо с шиком: «Morituri te salutant». Все мы morituri [идущие на смерть], потому что никто не может сказать про себя: «Naturus sum» [мне предстоит родиться]
Чехов А. П. Письмо А. С. Суворину, 8 декабря 1892 г. // Собр. соч.: В 12 т. — Гослитиздат. — М., 1963. — Т. 11. — С. 587.
В «Письмах из Франции и Италии» А. И. Герцена: «Смерть отжившего мира захватит и нас, спастись нельзя <…> но исчезая вместе с ним, но чувствуя такую необходимость, связавшую нас, мы нанесём ему ещё самые злые удары и, погибая в разгроме и хаосе, радостно будем приветствовать новый мир — мир не наш — нашим „Умирающие приветствуют тебя, Кесарь“».
В пьесе «Подумай дважды (Think Twice)» Айн Рэнд Акт 2. Сцена 2. Письмо от графа Дитрих фон Эстернэйзи. «Дорогая мисс Гонда! У меня есть всё, что человек может желать в этой жизни. Я смотрю на всё это и чувствую, что моя жизнь — это третьесортное шоу, снятое для не заслуживающей уважения жалкой публики. Но я не ищу смерти — только потому, что пустота могилы и смерть ничего для меня не изменят. Смерть может прийти ко мне хоть сегодня, и никто, включая меня, пишущего эти строки, не заметит разницы. Но прежде, чем это случится, я хочу воскресить то, что ещё осталось в моей душе, и наконец выразить своё восхищение вам, Вам, которая пример для подражания всего мира. Идущие на смерть приветствуют тебя».
Также французский композитор XIX века Шарль Валантен Алькан, назвав свой эскиз соль-диез минор op.63-21 «Идущие на смерть приветствуют тебя» (Morituri te salutant), явно изобразил в мрачной маршевой поступи триолей по хроматической гамме вверх в низком регистре фортепиано картину тех самых боёв гладиаторов, обречённых на смерть, приветствовавших таким образом императора Клавдия. Возможно, Алькан положил на музыку произведение Гая Светония Транквилла «Двенадцать цезарей», поскольку боготворил античную мифологию, прозу и поэзию, переведя множество творений с латыни и греческого на французский и положив их на музыку.
Известны варианты-парафразы: «Ave, mare, morituri te salutant» (Здравствуй, море, тебя приветствуют обречённые на смерть) и «Res publica! Morituri te salutant» (Республика! Обречённые на смерть приветствуют тебя).
Сегодня фраза используется в шутку или для драматизации игры, в которой велики риски или неопределён исход.
Курдские военизированные формирования в Иракском Курдистане носят название Пешмерга (курд. Pêşmerge, курд. پێشمەرگە — «идущие на смерть», «глядящие в лицо смерти»).